# ONE FC: Battle of Heroes
ONE FC: Battle of Heroes foi um evento de artes marciais mistas promovido pelo ONE Fighting Championship, ocorrido em 11 de fevereiro de 2012 na The BritAma Arena em North Jakarta, Indonésia e foi transmitido pela MNC Intertional.

## Background
Esse foi o primeiro evento do ONE FC que aconteceu fora de Singapura.